# Liste der Biografien/Sob
Liste der Biografien |
Portal Biografien |
Personensuche
# |
A |
B |
C |
D |
E |
F |
G |
H |
I |
J |
K |
L |
M |
N |
O |
P |
Q |
R |
S |
T |
U |
V |
W |
X |
Y |
Z |
?
 
Sa |
Sb |
Sc |
Sd |
Se |
Sf |
Sg |
Sh |
Si |
Sj |
Sk |
Sl |
Sm |
Sn |
So |
Sp |
Sq |
Sr |
Ss |
St |
Su |
Sv |
Sw |
Sy |
Sz
 
Soa |
Sob |
Soc |
Sod |
Soe |
Sof |
Sog |
Soh |
Soi |
Soj |
Sok |
Sol |
Som |
Son |
Soo |
Sop |
Sor |
Sos |
Sot |
Sou |
Sov |
Sow |
Sox |
Soy |
Soz
Die Liste der Biografien führt alle Personen auf, die in der deutschsprachigen Wikipedia einen Artikel haben. Dieses ist eine Teilliste mit 239 Einträgen von Personen, deren Namen mit den Buchstaben „Sob“ beginnt.

## Sob

### Soba
- Sobainsky, Josef (1879–1956), bildender Künstler
- Søbak, Kjell (* 1957), norwegischer Biathlet
- Sobakarew, Andrei Wladimirowitsch (* 1996), russischer Skilangläufer
- Sobal, Jauheni (* 1981), belarussischer Radrennfahrer
- Sobalewa, Alena (* 1993), belarussische Leichtathletin
- Sobalkowski, Szczepan (1902–1958), polnischer römisch-katholischer Geistlicher, Weihbischof der Diözese Kielce
- Sobańska, Małgorzata (* 1969), polnische Marathonläuferin
- Sobański, Antoni (1898–1941), polnischer Literat und Essayist
- Sobanski, Franz (1907–1991), deutscher Fußballspieler
- Sobaru, Adrian (* 1968), rumänischer Demonstrant
- Sobatschko-Schostak, Hanna (1883–1965), ukrainische Malerin der ukrainischen volkstümlichen dekorativen Malerei

### Sobb
- Sobbe, Agnes von (* 1879), deutsche Oberstudienrätin, erste Abiturientin im Land Lippe
- Sobbe, August von (1753–1821), preußischer Oberst und Kommandeur des Füsilier-Bataillon Nr. 18
- Sobbe, Dietrich Karl Heinrich von (1796–1877), preußischer Generalmajor, Kommandeur der 14. Kavallerie-Brigade
- Sobbe, Georg Dietrich von (1747–1823), preußischer Generalmajor
- Sobbe, Heyno († 1416), deutscher Goldschmied
- Sobbe, Ludwig von (1835–1918), preußischer General der Infanterie
- Sobbe, Norbert (1953–2023), deutscher Fußballspieler
- Sobbo de Svirte († 1322), deutscher Ritter

### Sobc
- Sobczak, Ryszard (* 1967), polnischer Florettfechter
- Sobczyk, Aldona (* 1979), polnische Biathletin
- Sobczyk, Alex (* 1997), österreichischer Fußballspieler
- Sobczyk, Andreas (* 1979), deutscher Blues-, Boogie Woogie- und Swing-Pianist
- Sobczyk, Grzegorz (* 1981), polnischer Skispringer und Skisprungtrainer
- Sobczyk, Katarzyna (1945–2010), polnische Schlagersängerin
- Sobczyk, Maciej (* 1990), österreichischer Fußballspieler

### Sobe
- Sobe, Friedrich (1881–1966), Verwaltungsjurist und Oberfinanzpräsident
- Sobeck, Alexander von (* 1955), deutscher Journalist
- Sobeck, Andreas (1942–2018), deutscher Bildhauer
- Sobeck, Bernd (1943–2024), deutscher Fußballspieler
- Sobeck, Johann (1831–1914), böhmischer Komponist und Klarinettist
- Sobeck, Karl Franz von (1721–1778), deutscher Offizier, zuletzt Generalmajor
- Sobeck, Wilhelm von (1799–1875), deutscher Gutsbesitzer und Politiker, MdH
- Sobecka, Anna (* 1951), polnische Politikerin und Abgeordnete des Sejm
- Sobejano, Enrique (* 1957), spanischer Architekt
- Sobek von Bilenberg, Matthäus Ferdinand (1618–1675), Bischof von Königgrätz; Erzbischof von Prag
- Sobek, Franz (1903–1975), österreichischer Mäzen, Generaldirektor der Österreichischen Staatsdruckerei
- Sobek, Hanne (1900–1989), deutscher Fußballspieler und Fußballtrainer
- Sobek, Michael (* 1944), deutscher Fußballspieler, der in den 1960er und 1970er Jahren in Ost-Berlin im Zweitligafußball aktiv war
- Sobek, Werner (1922–2003), deutscher Wasserspringer
- Sobek, Werner (* 1953), deutscher Bauingenieur und ArchitektWerner Sobek (* 1953)

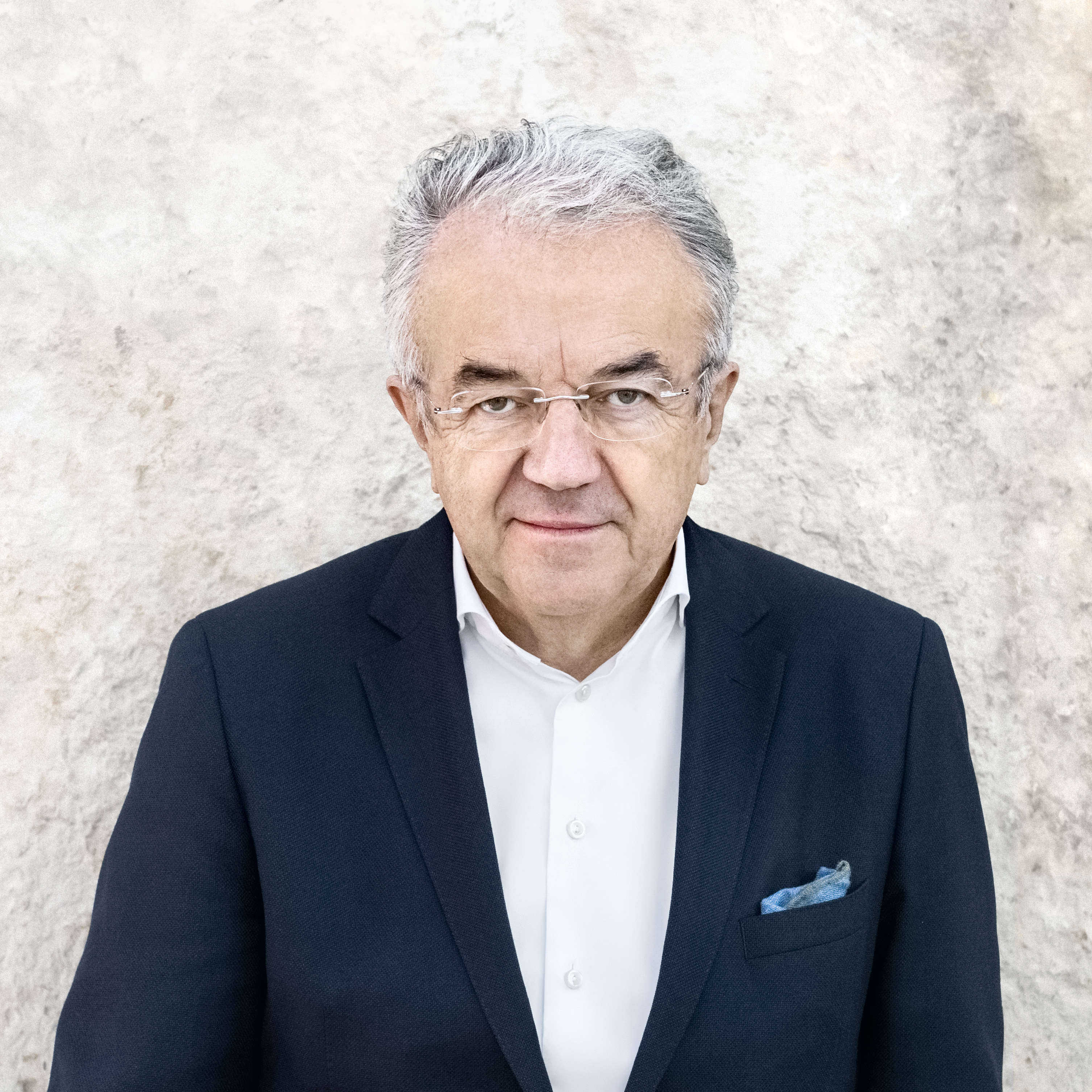
Werner Sobek (* 1953)

- Sobek, Wolfgang (1945–2024), deutscher Chemiker in der Werkstoffkunde und Polygrafie
- Sobekemhat, altägyptischer Wesir
- Sobekemsaf, Mutter des Nub-cheper-Re Anjotef
- Sobekemsaf, ägyptischer Scheunenvorsteher
- Sobekemsaf I. († 1603 v. Chr.), altägyptischer König der 17. Dynastie
- Sobekemsaf II., altägyptischer König der 17. Dynastie
- Sobekhotep II., altägyptischer König der 13. Dynastie
- Sobekhotep III., altägyptischer König der 13. Dynastie
- Sobekhotep IV. († 1685 v. Chr.), altägyptischer König der 13. Dynastie
- Sobekhotep V., altägyptischer König der 13. Dynastie
- Sobekhotep VI, altägyptischer König der 13. Dynastie
- Sobekhotep VIII., altägyptischer König der Zweiten Zwischenzeit
- Sobekmose, ägyptischer Schatzhausvorsteher unter Amenophis III.
- Sobeknacht, altägyptischer Obervermögensverwalter
- Sobeknacht I., Fürst von Elkab
- Sobeknacht II., Fürst von Elkab
- Sobeknefer, altägyptischer Beamter der 6. Dynastie
- Sobel, Dava (* 1947), US-amerikanische Schriftstellerin und Wissenschaftsredakteurin
- Sobel, Glen (* 1972), US-amerikanischer SchlagzeugerGlen Sobel (* 1972)

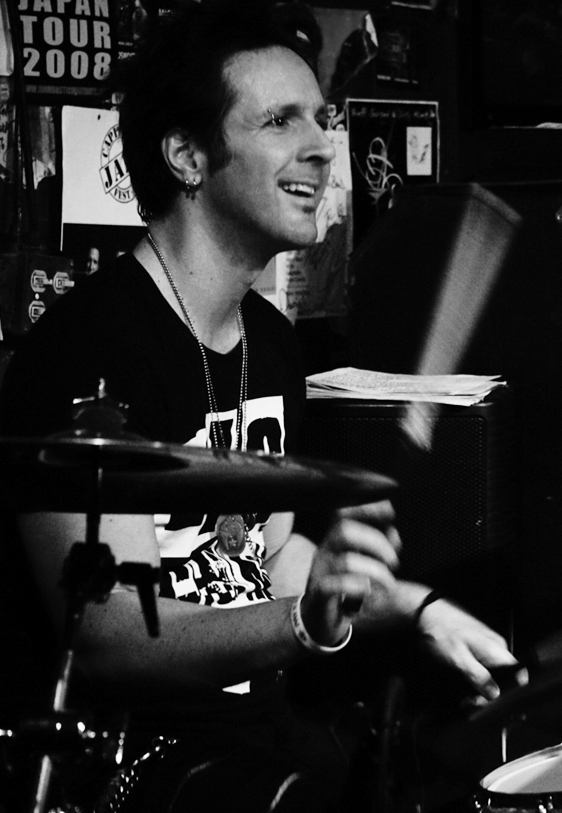
Glen Sobel (* 1972)

- Sobel, Henry W., US-amerikanischer Physiker
- Sobel, Herbert (1912–1987), amerikanischer Offizier der Easy Company im Zweiten Weltkrieg
- Sobel, Janet (1893–1968), Künstlerin ukrainischer Abstammung
- Sobel, Joan, Filmeditorin
- Sobel, Norbert (1893–1945), deutscher römisch-katholischer Geistlicher, Benediktiner und Märtyrer
- Sobel, Steve (* 1973), US-amerikanischer Schauspieler und Filmproduzent
- Sobell, Morton (1917–2018), US-amerikanischer Spion für die Sowjetunion
- Sobeloff, Simon (1894–1973), US-amerikanischer Jurist, Richter und United States Solicitor General
- Sobennikow, Pjotr Petrowitsch (1894–1960), sowjetischer Generalleutnant
- Sober, Elliott (* 1948), US-amerikanischer Philosoph
- Sobera, Robert (* 1991), polnischer Stabhochspringer
- Soberano, Liza (* 1998), philippinisch-US-amerikanische Schauspielerin, Sängerin und ModelLiza Soberano (* 1998)

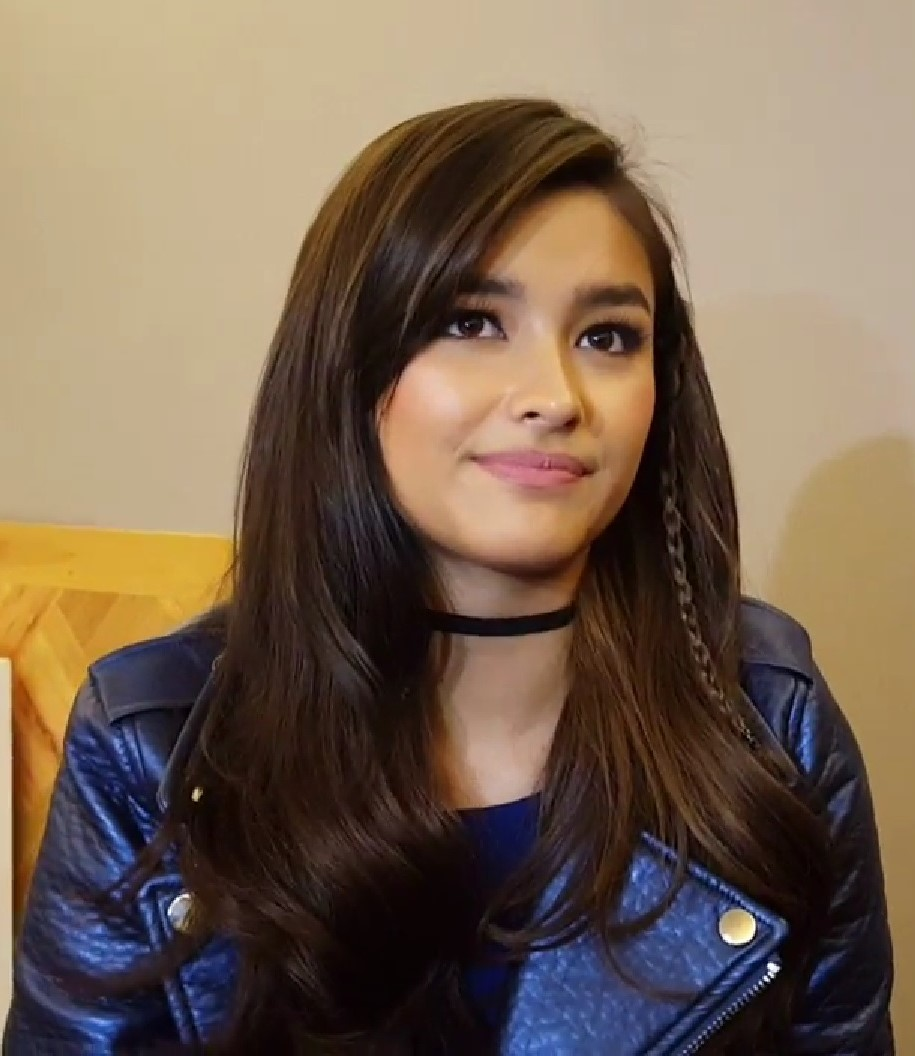
Liza Soberano (* 1998)

- Söberg, Carola (* 1982), schwedische Fußballspielerin
- Søberg, Kirsten (1929–1980), dänische Schauspielerin
- Søberg, Sigurd Nymoen (* 1994), norwegischer Skispringer
- Søberg, Steffen (* 1993), norwegisch-amerikanischer Eishockeytorwart
- Soberger, Frieder (1924–2020), deutscher Evangeliumssänger
- Sobernheim, Curt (1871–1940), deutsch-jüdischer Bankier
- Sobernheim, Georg (1865–1963), deutscher Mediziner und Mikrobiologe
- Sobernheim, Joseph Friedrich (1803–1846), deutscher Mediziner und Medizinschriftsteller
- Sobernheim, Moritz (1872–1933), deutscher Politiker, Diplomat und Orientalist
- Sobernheim, Otto Gereon von Gutmann zu († 1638), Weihbischof in Köln
- Sobernheim, Walter (1869–1945), deutscher Brauereibesitzer und Bankier
- Soberón Acevedo, Guillermo (1925–2020), mexikanischer Mediziner, Biologe, Politiker und Rektor der UNAM
- Sobers, Alex (* 1998), barbadischer Schwimmer
- Sobers, Crystal (* 1981), Fußballschiedsrichterin aus Trinidad und Tobago
- Sobers, Garfield (* 1936), barbadischer Cricketspieler
- Sobers, Grantley (* 1937), barbadischer Gewichtheber
- Soběslav († 1004), Regent der Slavnikiden, letztes Mitglied des Geschlechts
- Soběslav I. († 1140), Herzog von Böhmen aus dem Geschlecht der PřemyslidenSoběslav I. († 1140)

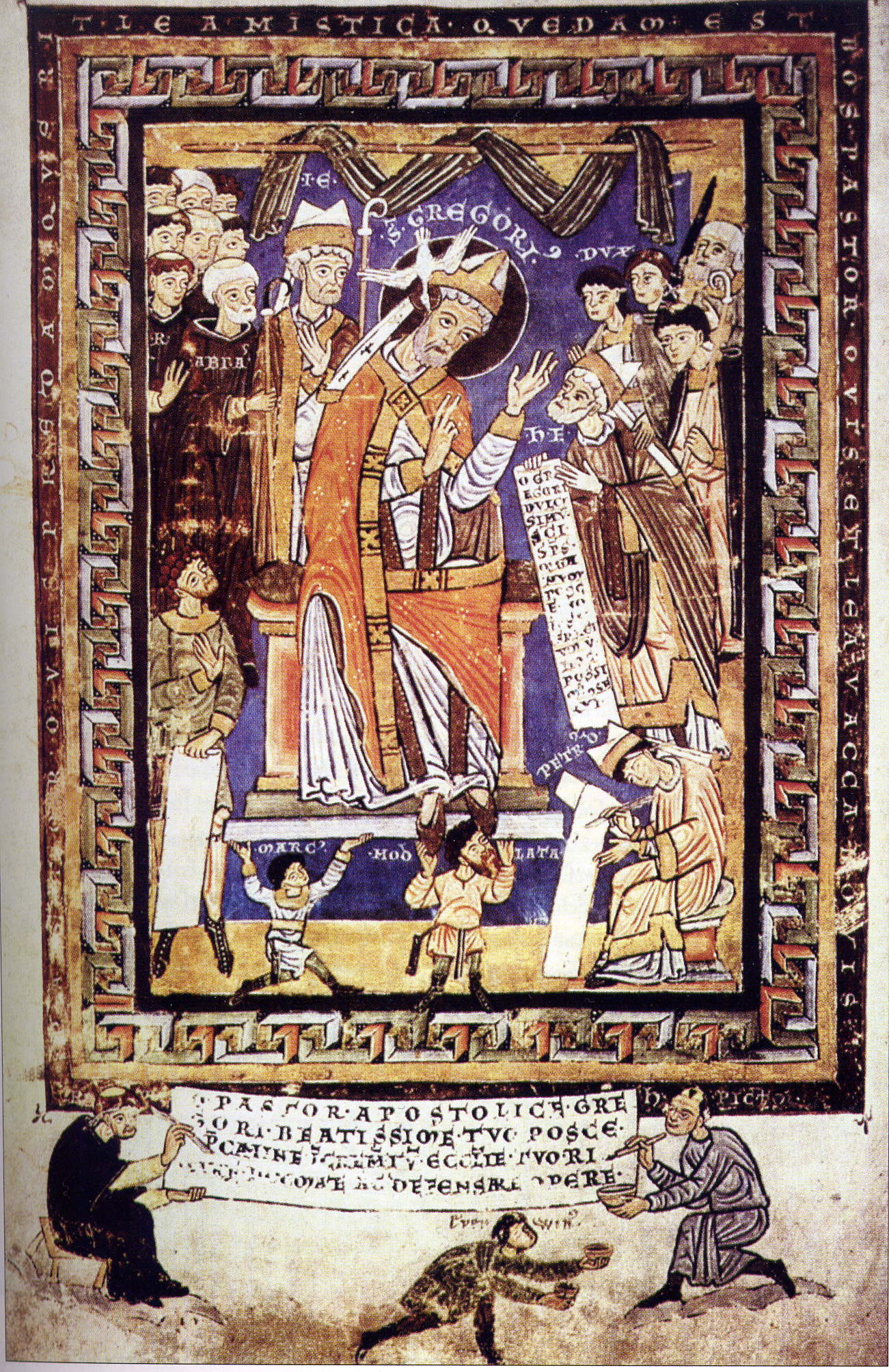
Soběslav I. († 1140)

- Soběslav II. († 1180), Herzog von Böhmen und Landgraf von Mähren aus dem Geschlecht der Přemysliden
- Sobetzko, Werner (* 1939), deutscher Chemiker und Politiker (CDU), MdV, MdL, Kultusminister von Sachsen-Anhalt
- Sobey, Joshua Heath (1843–1910), baptistischer Geistlicher, Missionar in Zentralamerika

### Sobh
- Sobhani, Mohammad Ali (* 1960), iranischer Diplomat
- Sobhani-Nia, Hosein (* 1954), iranischer Diplomat
- Sobhi, Mohamed (* 1999), ägyptischer Fußballspieler
- Sobhi, Ramadan (* 1997), ägyptischer Fußballspieler
- Sobhraj, Charles (* 1944), französischer Serienmörder, Betrüger und Dieb
- Sobhuza I., Oberhäuptling von Ngwane
- Sobhuza II. (1899–1982), swasiländischer KönigSobhuza II. (1899–1982)

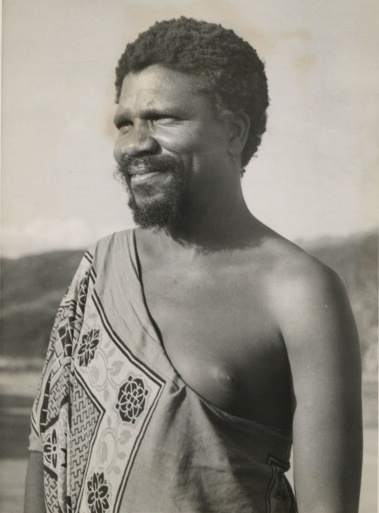
Sobhuza II. (1899–1982)

- Sobhy, Amanda (* 1993), US-amerikanische Squashspielerin
- Sobhy, Sabrina (* 1996), US-amerikanische Squashspielerin
- Sobhy, Sedki (* 1955), ägyptischer Politiker und General

### Sobi
- Sobiech, Artur (* 1990), polnischer Fußballspieler
- Sobiech, Bogna (* 1990), polnische Handballspielerin
- Sobiech, Jörg (* 1969), deutscher Fußballspieler
- Sobiech, Lasse (* 1991), deutscher Fußballspieler
- Sobiech, Simon (1749–1832), deutscher katholischer Geistlicher und Theologe
- Sobiech, Zach (1995–2013), US-amerikanischer Popsänger
- Sobiella, Jörg (* 1954), deutscher Autor, Journalist und Publizist
- Sobieray, Jürgen (1950–2021), deutscher Fußballspieler
- Sobieska, Maria Clementina (1702–1735), polnische Prinzessin
- Sobieska, Maria Karolina (1697–1740), polnische Adlige, Herzogin von Bouillon
- Sobieska, Maria Teresa (1673–1675), polnische Prinzessin
- Sobieski, Alexander Benedikt (1677–1714), polnischer Prinz
- Sobieski, Borys (* 1978), deutscher Politiker
- Sobieski, Carol (1939–1990), US-amerikanische Drehbuchautorin
- Sobieski, Jakob Louis Heinrich (1667–1737), Thronkandidat von Polen
- Sobieski, Jean (* 1937), französischer Schauspieler und Maler
- Sobieski, Konstanty Władysław (1680–1726), polnischer Fürst
- Sobieski, Leelee (* 1983), US-amerikanische Schauspielerin und Filmproduzentin französisch-polnischer HerkunftLeelee Sobieski (* 1983)

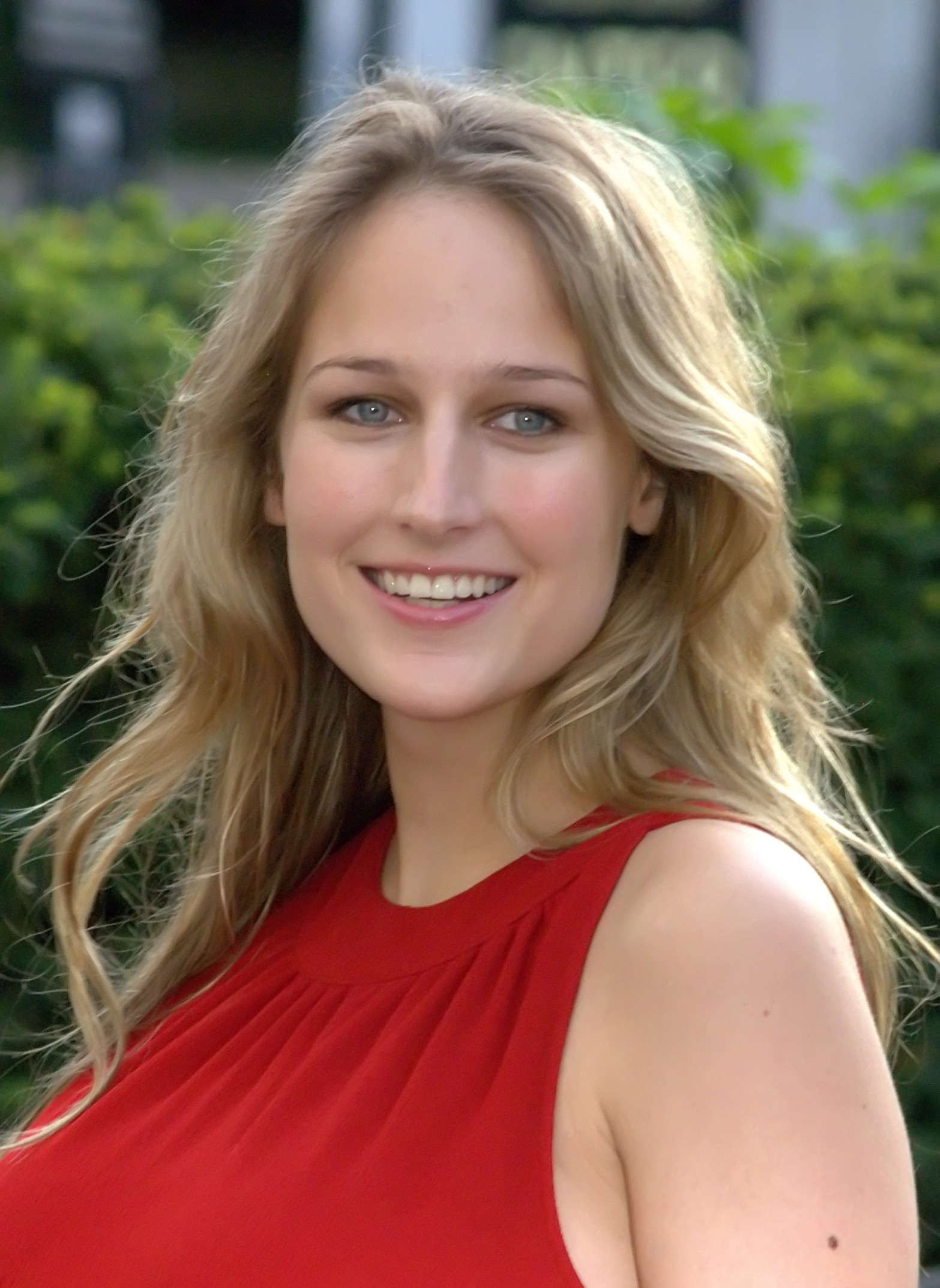
Leelee Sobieski (* 1983)

- Sobiesław I. († 1187), Herzog von Pommerellen (1155–1187)
- Sobieszek, Julia (* 1986), österreichische Fernsehproduzentin
- Sobiło, Jan (* 1962), römisch-katholischer Bischof
- Sobin, Gustaf (1935–2005), US-amerikanischer Lyriker und Erzähler
- Sobing, Ju (* 1944), deutsche Schriftstellerin, Lyrikerin und Künstlerin
- Sobinow, Leonid Witaljewitsch (1872–1934), russischer Opernsänger (Tenor)
- Sobiński, Grzegorz (* 1987), polnischer Sprinter
- Sobirov, Akhrorjon (* 1990), usbekischer Volleyballspieler
- Sobirov, Rishod (* 1986), usbekischer Judoka
- Sóbis, Rafael (* 1985), brasilianischer Fußballspieler

### Sobj
- Sobjanin, Sergei Semjonowitsch (* 1958), russischer PolitikerSergei Semjonowitsch Sobjanin (* 1958)

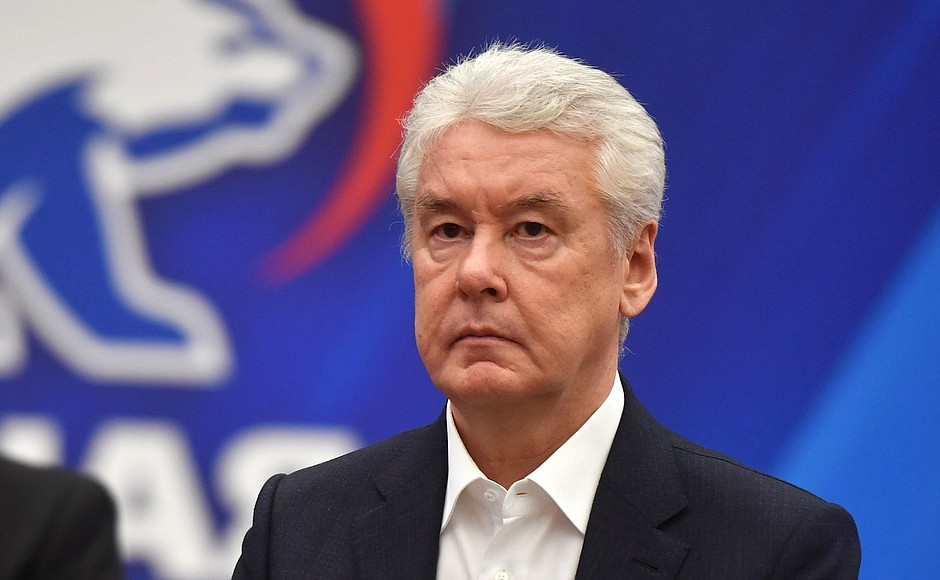
Sergei Semjonowitsch Sobjanin (* 1958)

### Sobk
- Sobkova, Daniel (* 1985), österreichischer Fußballspieler

### Sobl
- Sobl, Dominik (* 1986), österreichischer Fußballspieler
- Soble, Alan (* 1947), US-amerikanischer Philosoph und Sexualitätsforscher

### Sobn
- Sobnin, Roman Sergejewitsch (* 1994), russischer Fußballspieler

### Sobo
- Sobo, Nona (* 2000), spanische Schauspielerin und Model
- Sobocińska, Maria (* 1994), polnische Schauspielerin
- Sobociński, Piotr (1958–2001), polnischer Kameramann
- Sobociński, Witold (1929–2018), polnischer Kameramann
- Soboczynski, Adam (* 1975), deutscher Journalist und Schriftsteller
- Sobol, Eduard (* 1995), ukrainischer Fußballspieler
- Sobol, Itai (* 1976), israelischer Pianist, Komponist und Arrangeur
- Sobol, Jan (* 1984), tschechischer Handballspieler
- Sobol, Jehoschua (* 1939), israelischer Schriftsteller und Dramatiker
- Sobol, Ken (1938–2010), US-amerikanischer Autor, Journalist und Drehbuchautor
- Sobol, Ljubow Eduardowna (* 1987), russische Rechtsanwältin und Politikerin
- Sobol, Michał (* 1970), polnischer Dichter
- Sobol, Paul (1926–2020), belgischer Holocaust-Überlebender und Zeitzeuge
- Sobola, Marek (* 1981), slowakischer Garten- und Landschaftsarchitekt sowie heraldischer Künstler
- Sobolew, Alexander Sergejewitsch (* 1997), russischer Fußballspieler
- Sobolew, Alexander Wladimirowitsch (1915–1986), sowjetischer Schriftsteller, Dichter und Journalist
- Sobolew, Alexei Alexandrowitsch (* 1991), russischer Snowboarder
- Sobolew, Andrei Andrejewitsch (* 1989), russischer Snowboarder
- Sobolew, Iwan (* 1983), belarussischer Skispringer
- Sobolew, Leonid Nikolajewitsch (1844–1913), russisch-bulgarischer Politiker und Ministerpräsident
- Sobolew, Sergei Lwowitsch (1908–1989), sowjetischer Mathematiker
- Sobolew, Wladimir Michailowitsch (1924–2010), sowjetischer Diplomat
- Sobolew, Wladimir Stepanowitsch (1908–1982), russischer Mineraloge und Geologe
- Sobolewa, Jelena Wladimirowna (* 1982), russische Mittelstreckenläuferin
- Sobolewa, Natalja Andrejewna (* 1995), russische Snowboarderin
- Sobolewicz, Tadeusz (1925–2015), polnischer Schauspieler
- Sobolewska, Justyna (* 1972), polnische Journalistin und Literaturkritikerin
- Sobolewskaja, Kira Arkadjewna (1911–1999), russische Botanikerin
- Sobolewski, Eduard (1808–1872), deutsch-amerikanischer Komponist
- Sobolewski, Klaus (1962–2006), deutscher Maler, Grafiker, Dichter
- Sobolewski, Ludwik (1925–2008), polnischer Sportfunktionär
- Sobolewski, Peter Grigorjewitsch (1782–1841), russischer Chemiker und Ingenieur
- Sobolewski, Radosław (* 1976), polnischer Fußballspieler
- Sobolewski, Sigmund (1923–2017), polnischer Holocaust-Überlebender und Aktivist
- Soboljewa, Anastassija (* 2004), ukrainische Tennisspielerin
- Soboljowa, Jelena Alexandrowna (* 1992), russische Skilangläuferin
- Soboloff, Arnold (1930–1979), US-amerikanischer Schauspieler
- Søborg, Morten (* 1964), dänischer Kameramann
- Sobota, Heinz (1944–2017), österreichischer Krimineller und Schriftsteller
- Sobota, Jaroslav (* 1979), tschechischer Badmintonspieler
- Sobota, Karl (1903–1966), österreichischer Politiker (NSDAP), Landtagsabgeordneter
- Sobota, Kristian (* 1988), dänischer Bahn- und Straßenradrennfahrer
- Sobota, Luděk (* 1943), tschechischer Schauspieler, Bühnenautor und Regisseur
- Sobota, Waldemar (* 1987), polnischer Fußballspieler
- Sobotka, Bohuslav (* 1971), tschechischer Politiker (ČSSD); ehemaliger Ministerpräsident
- Sobotka, Bruno J. (1944–2019), deutscher Denkmalpfleger
- Sobotka, Dieter (* 1954), deutscher Journalist, ehemaliger Chefredakteur der Siegener Zeitung
- Sobotka, Elisabeth (* 1965), österreichische OpernintendantinElisabeth Sobotka (* 1965)

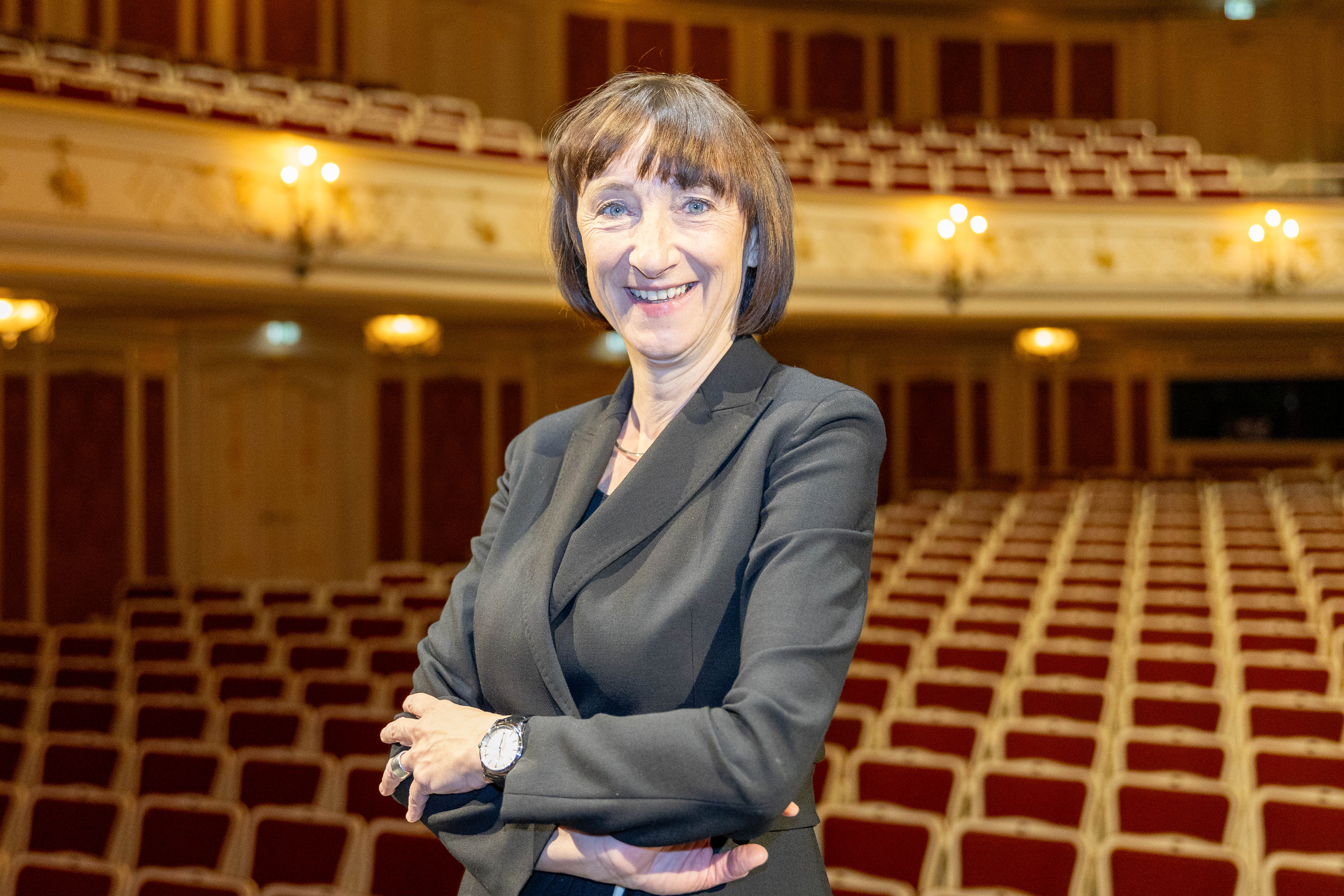
Elisabeth Sobotka (* 1965)

- Sobotka, Franz-Heinrich (1907–1988), deutscher Architekt
- Sobotka, Georg (1886–1918), österreichischer Kunsthistoriker
- Sobotka, Hans (1948–2016), deutscher Koch
- Sobotka, Jiří (1911–1994), tschechischer Fußballspieler und -trainer
- Sobotka, Jiří (* 1955), tschechischer Künstler, Bildhauer und Hochschullehrer
- Sobotka, Kurt (1930–2017), österreichischer Schauspieler, Kabarettist, Regisseur und Autor
- Sobotka, Přemysl (* 1944), tschechischer Politiker und Arzt
- Sobotka, Raimund (* 1933), österreichischer Sportwissenschaftler und Hochschullehrer
- Sobotka, Vladimír (* 1987), tschechischer Eishockeyspieler
- Sobotka, Werner (* 1965), österreichischer Schauspieler, Kabarettist und Regisseur
- Sobotka, Wolfgang (* 1956), österreichischer Politiker (ÖVP)Wolfgang Sobotka (* 1956)

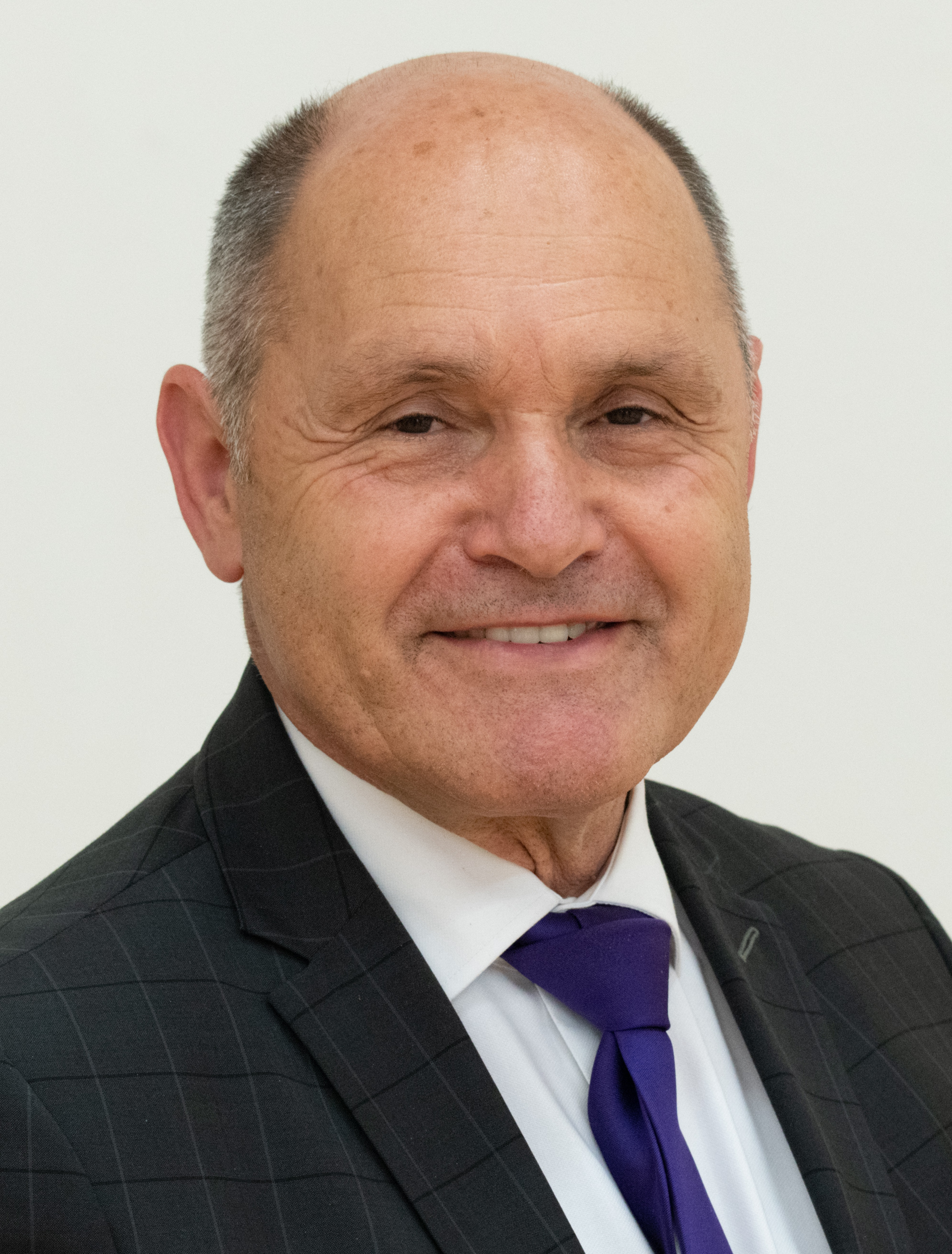
Wolfgang Sobotka (* 1956)

- Sobotta, Barbara (1936–2000), polnische Leichtathletin
- Sobotta, Frank, deutscher Lichtdesigner
- Sobotta, Hans (1912–1996), deutscher SS-Rottenführer und verurteilter Kriegsverbrecher
- Sobotta, Joachim (1932–2017), deutscher Journalist
- Sobotta, Johannes (1869–1945), deutscher Anatom
- Sobotta, Peter (* 1987), deutscher MMA-Kämpfer
- Sobottka, Dirk (* 1964), deutscher Eishockeyspieler
- Sobottka, Gustav (1886–1953), deutscher Politiker (SPD, KPD)
- Sobottka, Marcel (* 1994), deutscher Fußballspieler
- Sobottka, Mario (* 1951), deutscher Radrennfahrer
- Sobottke, Claire Vivianne (* 1982), deutsche Schauspielerin
- Sobotzik, Thomas (* 1974), deutscher Fußballspieler und -funktionär
- Soboul, Albert (1914–1982), französischer Historiker und Kommunist

### Sobr
- Sobrado, Francisco (* 1980), schwedischer Schauspieler chilenischer Herkunft
- Sobral, Jorge (1931–2005), argentinischer Tangosänger und Schauspieler
- Sobral, José María (1880–1961), argentinischer Geologe, Polarforscher und Konsul
- Sobral, Luísa (* 1987), portugiesische Jazz-Musikerin
- Sobral, Salvador (* 1989), portugiesischer SängerSalvador Sobral (* 1989)

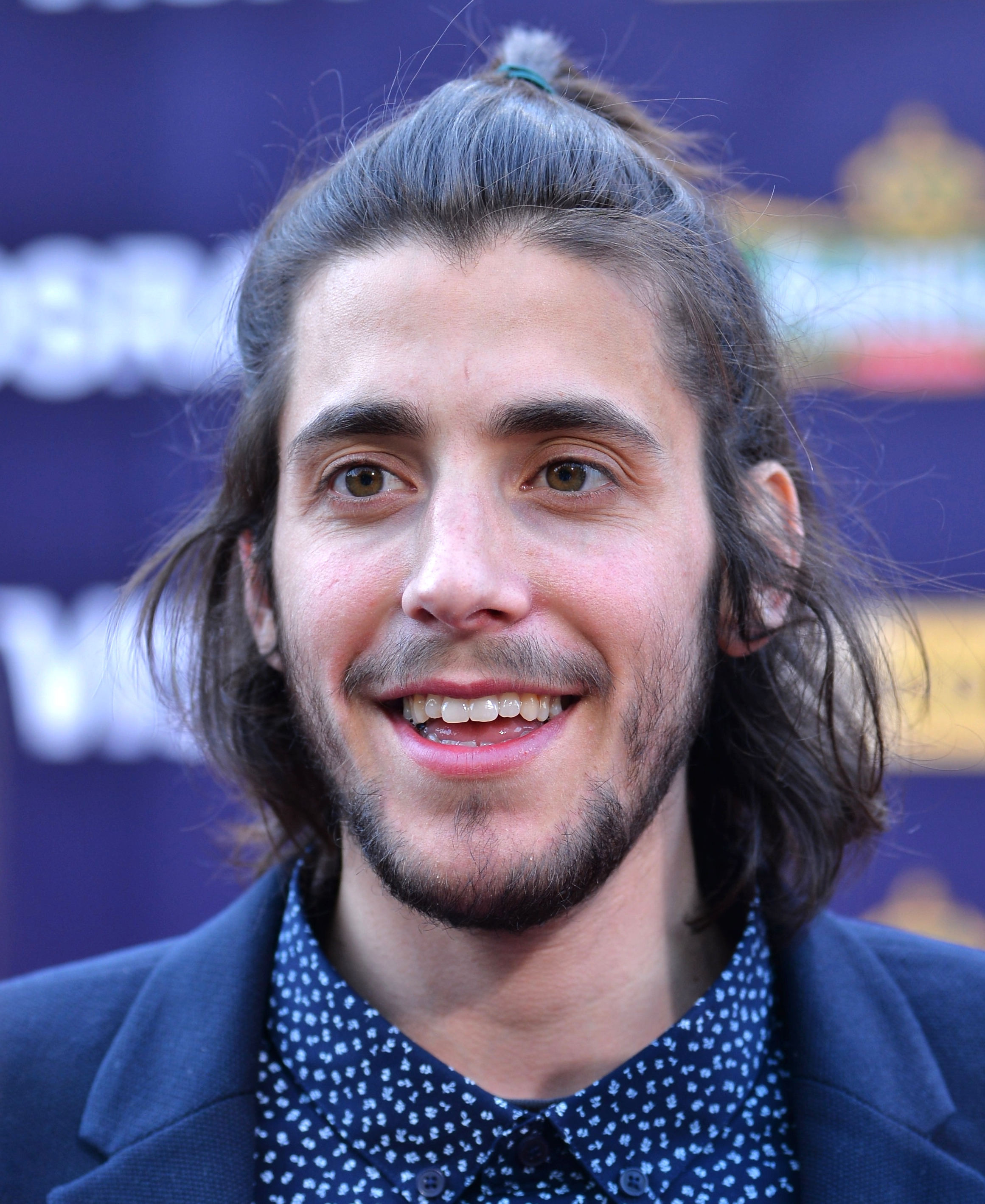
Salvador Sobral (* 1989)

- Sobralense, Daniel (* 1983), brasilianischer Fußballspieler
- Sobredo Galanes, Evangelina (1948–1976), spanische Sängerin und Liedermacherin
- Sobremonte, Rafael de (1745–1827), Vizekönig von Río de la Plata
- Sobrera, Julio (* 1927), uruguayischer Radrennfahrer
- Sobrero, Ascanio (1812–1888), italienischer Chemiker und Erfinder des Nitroglycerins
- Sobrero, Matteo (* 1997), italienischer Rennradfahrer
- Sobrevila, Jorge (* 1920), argentinischer Radrennfahrer
- Sobreviñas, Manuel (1924–2020), philippinischer Geistlicher, römisch-katholischer Bischof von Imus
- Sobrinho, Álvaro (* 1962), angolanischer Geschäftsmann
- Sobrino, Francisco (1932–2014), spanisch-argentinischer Künstler
- Sobrino, Joaquín (* 1982), spanischer Radrennfahrer
- Sobrino, Jon (* 1938), salvadorianischer Philosoph und Befreiungstheologe
- Sobrino, María Reyes (* 1967), spanische Geherin

### Sobt
- Sobti, Krishna (1925–2019), indische Hindi-schreibende Autorin und Essayistin
- Sobti, Veer Karan (* 2004), singapurischer-hongkonger Fußballspieler
- Sobtschak, Anatoli Alexandrowitsch (1937–2000), russischer Politiker
- Sobtschak, Xenija Anatoljewna (* 1981), russische TV-Moderatorin, ehemaliges It-Girl sowie politische AktivistinXenija Anatoljewna Sobtschak (* 1981)

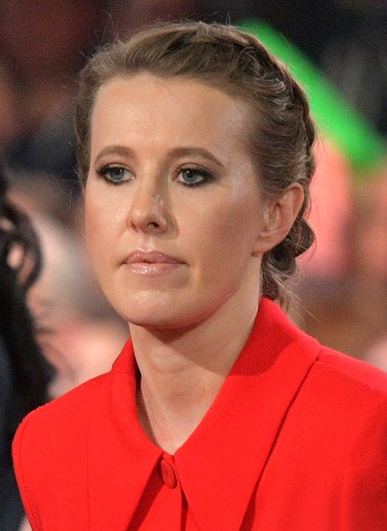
Xenija Anatoljewna Sobtschak (* 1981)

- Sobtschenko, Daniil Jewgenjewitsch (1991–2011), russisch-ukrainischer Eishockeyspieler
- Sobtschenko, Wjatscheslaw Georgijewitsch (* 1949), sowjetischer Wasserballspieler

### Sobu
- Sobukwe, Robert (1924–1978), südafrikanischer Politiker
- Sobule, Jill (1959–2025), US-amerikanische Sängerin und Songwriterin

### Soby
- Søby, Egil (* 1945), norwegischer Kanute
- Søby, Søs (* 1991), dänische Handballspielerin
- Søby, Tove (* 1933), dänische Kanutin
- Søbye, Espen (* 1954), norwegischer Philosoph, Sachbuchautor und Literaturkritiker
- Søbye, Nina (* 1956), norwegische Radrennfahrerin